# مضيق غواردافوي
مضيق غواردافوي (Guardafui Channel)، هو مضيق محيطي يقع على طرف القرن الأفريقي بين منطقة أرض البنط في الصومال وسقطرى غرب بحر العرب. يربط خليج عدن شمالاً بالبحر الصومالي جنوباً. تحمل الاسم نفسه (Cape Capeafui)، وهي قمة القرن الأفريقي. تشمل الأماكن البارزة المثيرة للاهتمام بحيرة علولة.

## روابط خارجية
قالب:قائمة البحار الأفريقية